# Маркшейдерське кар'єрне знімання
Зйо́мка маркше́йдерська кар'єрів (Знімання маркшейдерське кар'єрів; рос. съемка маркшейдерская карьеров, англ. pit survey, нім. markscheiderische Aufnahme f der Tagebaue, Tagebauaufnahme f) — комплекс польових і камеральних робіт, які мають своєю метою зображення на папері умовними знаками місцевих предметів, гірничих виробок кар'єру та рельєфу ділянки земної поверхні.

## Спостережна станція на борті кар'єру
Сукупність реперів, закладених за визначеною системою на земній поверхні і на уступах борта кар'єру з метою спостереження за їхніми зсувами за допомогою систематичних інструментальних маркшейдерських вимірювань. Комплекс вимірювань на спостережливій станції, за результатами яких визначається положення реперів у просторі, називається повною серією спостережень. Вона складається з нівелювання реперів, вимірювання відстаней між ними і вимірювання відхилення реперів від створу спостережної лінії або визначення планового положення реперів (якщо вони закладені не в створі лінії).